# Boston-Marathon 1951
| 55. Boston-Marathon    | 55. Boston-Marathon        |
| ---------------------- | -------------------------- |
| Stadt                  | Boston, Vereinigte Staaten |
| Datum                  | 19. April 1951             |
| Distanz                | 41,1 – 42,2 Kilometer      |
| Sieger                 |                            |
| Männer                 | Shigeki Tanaka (2:27:45 h) |
| ← Boston-Marathon 1950 | Boston-Marathon 1952 →     |
| Website                | Offizielle Website         |

Der Boston-Marathon 1951 war die 55. Ausgabe der jährlich stattfindenden Laufveranstaltung in Boston, Vereinigte Staaten. Der Marathon fand am 19. April 1951 statt. Die Laufdistanz betrug zwischen 41,1 und 42,2 Kilometer.
Es gewann Shigeki Tanaka gewann den Lauf in 2:27:45 h.

## Ergebnis
| Platz | Athlet              | Land               | Zeit (h) |
| ----- | ------------------- | ------------------ | -------- |
| 01    | Shigeki Tanaka      | Japan              | 2:27:45  |
| 02    | John Lafferty       | Vereinigte Staaten | 2:31:15  |
| 03    | Athanassios Ragazos | Griechenland       | 2:35:27  |
| 04    | Louis White         | Vereinigte Staaten | 2:35:53  |
| 05    | Shunji Koyanagi     | Japan              | 2:38:36  |
| 06    | Johnny Kelley       | Vereinigte Staaten | 2:39:09  |
| 07    | Gérard Côté         | Kanada             | 2:41:15  |
| 08    | Yoshitaka Uchikawa  | Japan              | 2:41:31  |
| 09    | Hiromi Haigo        | Japan              | 2:42:23  |
| 10    | Jesse van Zant      | Vereinigte Staaten | 2:43:35  |